# Lycaugesia
Lycaugesia é um gênero de traça pertencente à família Arctiidae.